# Causa dólar futuro
Causa dólar futuro es la denominación coloquial de la causa penal por defraudación y administración fraudulenta en la que después de estar imputados el presidente del Banco Central Federico Sturzenegger, y el juez federal Claudio Bonadio. se declaró que en los hechos denunciados no había existido conducta delictual alguna.
En la causa, iniciada por denuncia de diputados del Frente para la Victoria, se investigó si hubo "una sistemática conducta (por parte de los acusados) tendiente a beneficiar a quienes habían hecho una compra importante de dólares futuro en la prevención de que si se accedía al gobierno con una mega devaluación se hacía un pingüe negocio".
El proceso penal fue iniciado en febrero de 2016 en el que se investigó la eventual responsabilidad penal de funcionarios por las ventas a término de dólares estadounidenses realizadas por el Banco Central (BCRA). La acusación fue por incrementar los pasivos del Banco Central mediante la devaluación y el posterior pago que se configuró una pérdida patrimonial por cerca de 70.000 millones de pesos. Según la denuncia Federico Sturzenegger había incurrido en el delito de abuso de autoridad y violación de los deberes de funcionario público. Mientras que Bonadio incurrió en prevaricato, “al dictar resoluciones contrarias a la ley y fundadas en hechos falsos”. 

Además de Sturzenegger y Bonadio, las denuncias involucran a varios altos funcionarios de Cambiemos, como el vicejefe de Gabinete Mario Quintana, el jefe de asesores de Presidencia José Torello, el director del Banco Central Pablo Curat, el secretario de Coordinación de Políticas Públicas Gustavo Lopetegui, y las empresas Caputo SA (propiedad de Nicolás Caputo) y Chery Socma SA (de la familia Macri).

## Origen
Tras la asunción como presidente el 10 de diciembre de 2015 Mauricio Macri llevó a cabo una fuerte devaluación de la moneda, cercana al 40%, la mayor registrada desde 2002, cuando se puso fin a la convertibilidad. En enero de 2016 volvió a devaluarse fuertemente, escalando 44 centavos.
Entre diciembre de 2015  y julio de 2017, el peso sufrió una devaluación cercana al 82%, pasando de 9,83 a 17,66 unidades por cada dólar estadounidense. A consecuencia de ellos en abril de 2016 la inflación mensual en el país ascendió a 6.7 %, la más elevada desde la crisis del 2001, según el indicador que difundía el Congreso basado en informes de consultoras económicas privadas debido a la suspensión de los índices del INDEC, decretados en diciembre de 2015. En términos interanuales, la inflación superó el 40 %, la más alta de la última década.

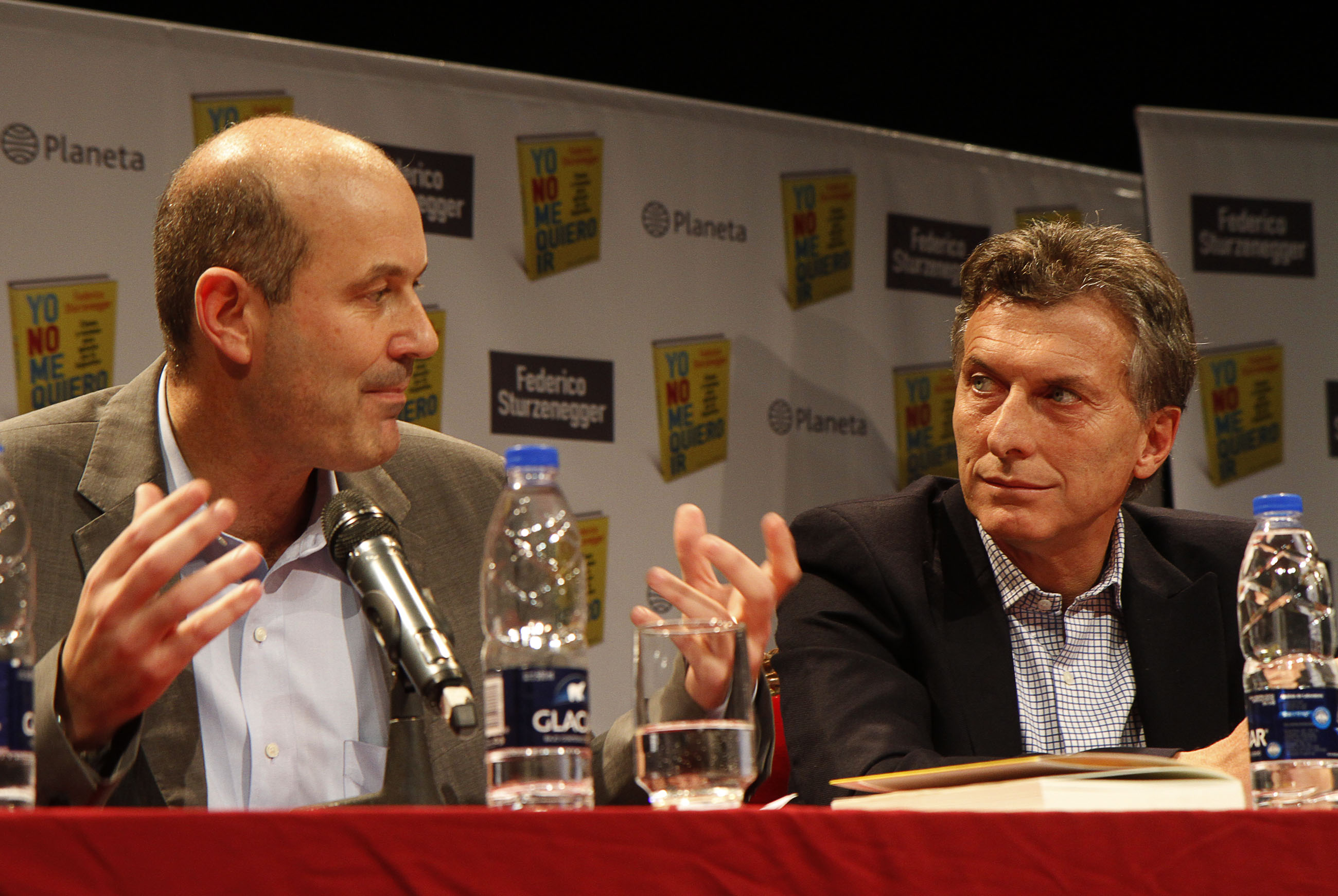
Sturzenegger imputado en la causa.

Días antes de la fuerte devaluación, diferentes políticos y dirigentes del macrismo y empresarios afines al gobierno electo habían comprado dólares a futuro, como Mario Quintana, Nicolás Caputo, Gustavo Lopetegui o José Torello. Dicha maniobra habría generado pérdidas al BCRA que alcanzaban aproximadamente US$ 17 000 millones, por lo que configuró la misma como supuestamente el delito de «de administración infiel en perjuicio de la administración pública», producto de la fuerte devaluación. Varios funcionarios compraron contratos de dólar futuro días antes de la fuerte devaluación, entre ellos el director del Banco Central de la República Argentina (BCRA) Pablo Curat, el embajador argentino en los Estados Unidos, Martín Lousteau, y la empresa Farmacity, de la que Mario Eduardo Quintana era director hasta su asunción como secretario de Coordinación Interministerial del gobierno de Mauricio Macri. También realizó operaciones a dólar futuro la empresa constructora Caputo S.A, propiedad de Nicolás Caputo, —amigo de la infancia y hombre de confianza de Macri—, que operó U$S 3.560.000 a través de los agentes de liquidación y compensación. Las empresas Socma-Chery, que pertenecen a la familia del presidente Macri compraron 8 millones de dólares a precio futuro. El jefe de asesores del Presidente y apoderado del PRO a nivel nacional, José María Torello, compró 800 mil dólares en octubre y los cobró en febrero. También  Mario Quintana, y el secretario de Coordinación de Políticas Públicas, Gustavo Sebastián Lopetegui quién compró 310 mil dólares, entre otros.
También se señaló como uno de los casos más graves el de Mario Quintana quién compró once millones de dólares a futuro y luego asumió como secretario de Coordinación Interministerial y fue uno de los funcionarios que le puso el precio al dólar. El extitular de la Oficina Anticorrupción Manuel Garrido, declaró que habría que investigar si (Quintana) no incurrió en las conductas prohibidas en la ley de ética Pública y que debería ser investigado por la Oficina Anticorrupción.
Durante el primer año de Sturzenegger al frente del BCRA las operaciones y negocios por dólar futuro se establecieron en un máximo histórico de 112.000 millones de dólares y en 2017 se negociaron a plazo unos 140.000 millones.
En julio de 2018 trascendió el nombre de nuevos integrantes del gobierno y sus familiares que se beneficiaron con la maniobra. Entre ellos Alejandro Braun Peña, primo del Jefe de Gabinete, que obtuvo con esta operación ganancias del 84% en sólo dos meses. La causa conexa quedó radicada ante el juzgado federal número uno de Rosario, a cargo del juez subrogante Aurelio Cuello Murúa.

## Denuncia
Los diputados denunciantes Héctor Recalde, Juliana Di Tullio, Nilda Garré, Diana Conti, Teresa García, Carlos Kunkel, Luis Cigogna, Carlos Moreno, Marcos Cleri y Rodolfo Tailhade afirmaron que Bonadio cometió "prevaricato, al dictar resoluciones contrarias a la ley y fundadas en hechos falsos" e incurrió en "tentativa de estafa procesal y de privación ilegal de la libertad mediante la alteración de la base fáctica de la causa con el propósito de dar sustento a medidas cautelares restrictivas de la libertad".
En abril de 2016 el fiscal federal Jorge Di Lello formuló el requerimiento de instrucción. Las denuncias versaban sobre un supuesto «prevaricato, al dictar resoluciones contrarias a la ley y fundadas en hechos falsos», «tentativa de estafa procesal y de privación ilegal de la libertad mediante la alteración de la base fáctica de la causa con el propósito de dar sustento a medidas cautelares restrictivas de la libertad» y «haber participado en la decisión de devaluar y de determinar el precio final de los dólares futuro tras haber celebrado contratos de dólares a futuro, con lo que habrían obtenido beneficios económicos de sus propias decisiones como funcionarios».

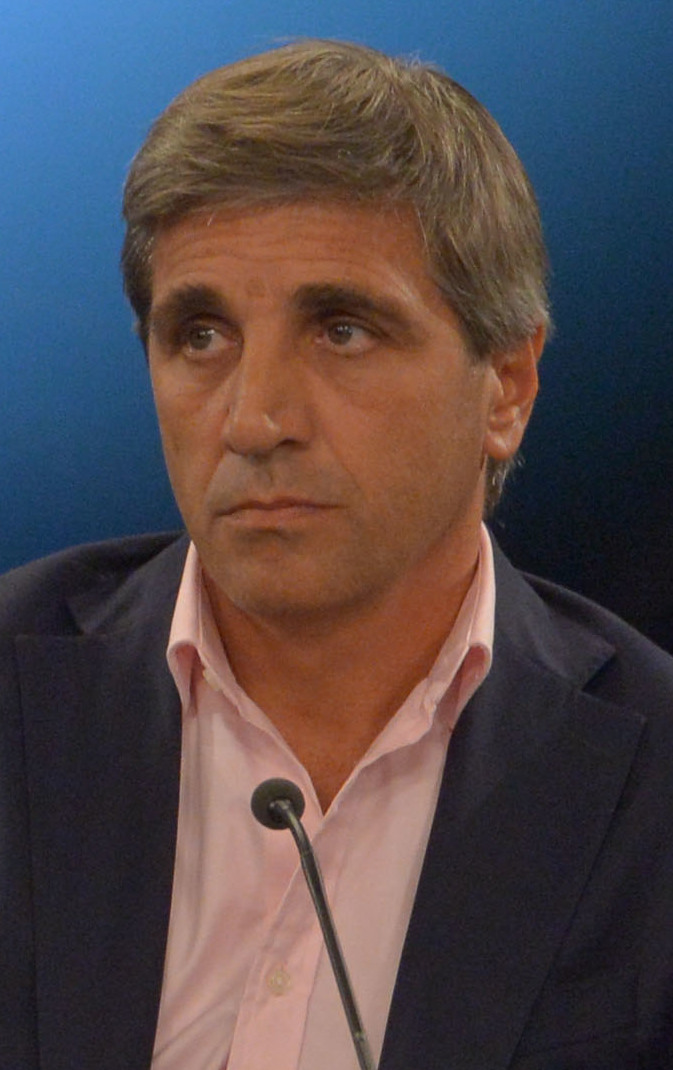
Luis Caputo, ministro de Finanzas imputado en la causa, junto con su esposa.

## Imputaciones
Finalmente en abril de 2016, el fiscal federal Jorge Di Lello pidió la imputación del presidente del Banco Central, Federico Sturzenegger y el juez Claudio Bonadío por habilitar el pago de los contratos dólar futuro incrementados tras la devaluación ordenada por el gobierno de Mauricio Macri. La justicia resolvió imputar al juez Federal Bonadio, Federico Sturzenegger, el vicejefe de Gabinete, Mario Quintana, y el director del Banco Central, Pablo Curat por «defraudación por administración infiel en perjuicio de la administración pública, abuso de autoridad y violación a los deberes de funcionario público; prevaricato por parte del juez y tentativa de estafa procesal y de privación ilegal de la libertad». En el primer caso por «prevaricato, al dictar resoluciones contrarias a la ley y fundadas en hechos falsos» e incurrió en «tentativa de estafa procesal y de privación ilegal de la libertad mediante la alteración de la base fáctica de la causa con el propósito de dar sustento a medidas cautelares restrictivas de la libertad». En los últimos dos casos por haber participado en la decisión de devaluar y de determinar el precio final de los dólares futuro tras haber celebrado contratos de dólares a futuro, con lo que habrían obtenido beneficios económicos de sus propias decisiones como funcionarios.
En tanto Bonadio fue denunciado por no enjuiciar a los responsables de la devaluación que generó las pérdidas para el Estado nacional, y por haber autorizado el pago de los dólares a futuro y por eno njuiciar a los responsables de la devaluación que generó las pérdidas para el Estado nacional, y porque el propio juez Bonadio había autorizado el pago de los dólares a futuro cuya creación —según el mismo— habría configurado un delito.
El 25 de abril de 2016 el Ministerio Público Fiscal pidió "un informe de quiénes compraron y quiénes vendieron en su totalidad" y también un "dictamen académico" de titulares de cátedras en Ciencias Económicas en la UBA. Según testigos del Mercado a término de Rosario (Rofex), donde se operaban los contratos, habrían realizado con el secretario de Coordinación Ministerial, Mario Quintana, y el secretario Caputo en la que habrían fijado el precio en las que finalmente se pagaron los contratos convalidando la devaluación del 40% aceptada por el gobierno macrista.
El 6 de mayo el fiscal federal pidió investigar a Mario Quintana, Mario Curat, José Torello y a las firmas Caputo y Chery Socma SA por la posible vinculación con la compra de dólar futuro.
En febrero de 2017 ante las trabas administrativas el fiscal federal Jorge Di Lello advirtió que podría denunciar "por incumplimiento de deberes" al jefe de Gabinete, Marcos Peña, si no responde a su pedido de información en la causa por las operaciones de venta de dólar futuro en la que son investigados funcionarios de gobierno.  El requerimiento de Di Lello fue formulado el viernes en el marco de la causa iniciada por diputados del Frente para la Victoria en la que denunciaron al presidente del Banco Central, Federico Sturzenegger, y al juez federal Claudio Bonadio por presunta administración infiel en perjuicio de la administración pública y en favor de particulares, prevaricato y abuso de autoridad a través de la compra de dólar futuro.
A su vez, pidió indagar en los valores de la divisa contenidos en las últimas leyes de presupuesto. Solicitó que se cite como testigos al ministro de Hacienda, Alfonso Prat Gay, a periodistas de C5N y a especialistas económicos como Aldo Pignanelli y Roberto Lavagna. Di Lello agregó a la “mesa operativa del BCRA” en la ronda de testimoniales y un informe a la UBA para complementar una opinión académica. Entre las medidas, requirió los vídeos del debate presidencial entre Macri y Daniel Scioli. Allí el actual presidente sostuvo que no habría devaluación.
En el marco de esta causa, el fiscal Di Lello interrogó a varios economistas, periodistas y también a varios funcionarios, entre ellos el jefe de Gabinete, Marcos Peña, y los legisladores Mario Negri y Federico Pinedo.
En 2017 la causa se amplió cuando se descubrió que Ximena Agustina Ruiz Hanglin, esposa del Ministro de Finanzas Luis Caputo fue una de las grandes ganadoras del dólar futuro, a partir de una maniobra que realizó a través del fondo de inversión AXIS, que en el segundo semestre de 2015 decidió incrementar sus inversiones con la operatoria dólar futuro, obteniendo una renta de $698 millones, cerrando el ejercicio con una ganancia 584% superior a la del ejercicio anterior. En tanto el fiscal federal, Carlos Beraldi denunció que Mario Quintana - actual secretario de Coordinación Ministerial- "habría sido uno de los funcionarios intervinientes en la decisión del precio de referencia con el cual se cancelarían los contratos del Mercado a término de Rosario (ROFEX) (...) el nombrado se desempeñó como director de la firma Farmacity y CEO del fondo Pegasus los cuales habrían adquirido dólares a futuro por un monto de 11.480.000 dólares".
En julio de 2017, el fiscal Stornelli le pidió al juez Luis Rodríguez que impute a Ximena Ruiz Hanglin, —esposa del ministro de finanzas—, por defraudación contra la administración pública por la compra de contratos de dólar futuro que le habrían generado utilidades por ARS 31 096 700. En junio de 2018, el juez sobreseyó a Luis Caputo y a su esposa por considerar que la adquisición de dichos contratos no constituyó una acción penalmente reprochable. El juez Claudio Bonadío fue sobreseído en abril de 2018. En su dictamen sobre la situación de Luis Caputo y su esposo, el fiscal interviniente Pollicita dijo que la denuncia era una mera "crítica a la política económica" del Gobierno.
Existe una causa homónima donde están procesados Cristina Fernández de Kirchner, Miguel Ángel Pesce, Alejandro Vanoli, Axel Kicillof y otros funcionarios.